# Key의 음반 목록
Key는 대한민국의 가수이자 배우이다. Key는 3장의 정규 앨범과 3장의 EP, 2장의 싱글과 2장의 리패키지 앨범을 발매했다.